# Françoisita-(Nd)
La françoisita-(Nd) és un mineral de la classe dels fosfats, aprovat per l'Associació Mineralògica Internacional l'any 1987. Va ser descoberta a Kamoto, Districte Kolwezi, Katanga, República Democràtica del Congo. Rep el se nom en honor del Dr. Armand François (1922-), antic director de "Geologia per Gécamine" (empresa minera nacional), i pel seu contingut dominant de neodimi.

## Característiques
La françoisita-(Nd) és un fosfat hidratat de neodimi, cesi, samari i urani, de fórmula (Nd,Ce,Sm)(UO₂)₃(PO₄)₂O(OH)·6H₂O. Es tracta per tant d'un mineral radioactiu. Cristal·litza en el sistema monoclínic formant cristalls aplanats a {010}, allargats al llarg de [001], de fins a 0,3 mm. També s'hi troba en agregats. La seva duresa és 3 a l'escala de Mohs, sent per tant un mineral tou. És isostructural amb la françoisita-(Ce).
Segons la classificació de Nickel-Strunz, la françoisita-(Nd) pertany a «08.EC: Uranil fosfats i arsenats, amb relació UO₂:RO₄ = 3:2» juntament amb els següents minerals: furalumita, upalita, françoisita-(Ce), arsenuranilita, dewindtita, kivuïta, fosfuranilita, yingjiangita, dumontita, hügelita, metavanmeersscheïta, vanmeersscheïta, arsenovanmeersscheïta, althupita, mundita, furcalita i bergenita.

## Formació i jaciments
La françoisita-(Nd) és un producte d'alteració rar de la uraninita en dipòsits de coure-cobalt sedimentàris. Sol trobar-se associada a altres minerals com: uraninita, schoepita, uranofana, curita, schuilingita-(Nd), kamotoïta-(Y), astrocianita-(Ce) i masuyita. A banda de a la seva localitat tipus (Katanga, República Democràtica del Congo), també se n'a trobat françoisita-(Nd) a Flinders Ranges (Austràlia), a Franceville (Gabon), a Condino (Itàlia) i a Les Marécottes (Suïssa).